# Milton of Campsie
Milton of Campsie est un village dans l'East Dunbartonshire en banlieue de Glasgow, en Écosse.